# 彭伯頓海茨 (新澤西州)
彭伯頓海茨（英語：Pemberton Heights）是位於美國新澤西州伯靈頓縣的普查規定居民點。

## 人口
根據2020年美國人口普查的數據，彭伯頓海茨的面積為2.51平方千米，皆為陸地。當地共有人口2485人，而人口密度為每平方千米990.04人。